# Crazy in Love
«Crazy in Love» — пісня американської співачки Бейонсе, випущена 18 травня 2003 року лейблом Columbia Records як головний сингл з її дебютного сольного студійного альбому Dangerously in Love. Вона містить гостьову участь Jay-Z, її нинішнього чоловіка. Пісня була спродюсована Бейонсе та Річем Гаррісоном. У ній використані семпли з пісні Chi-Lites «Are You My Woman (Tell Me So)» 1970 року.
Пісня стала хітом номер один у Сполучених Штатах і Великій Британії та потрапив до першої десятки в інших країнах світу. Пісня отримала загальне визнання; музичні критики високо оцінили гук, внесок Jay-Z і вокал Бейонсе. VH1 оголосив її найкращою піснею 2000-х років, тоді як у 2021 році Rolling Stone поставив її під номером 16 у своєму списку 500 найкращих пісень усіх часів, а у 2018 році оголосив її найкращою піснею 21-го століття. На 46-й щорічній церемонії вручення премії «Греммі» 2004 року «Crazy in Love» отримав «Греммі» за найкращу R&B-пісню та найкращу спільну роботу в стилі реп/спів.
У 2003 році музичне відео на пісню отримало три нагороди на MTV Video Music Awards, а його режисер Джейк Нава отримав нагороду Асоціації музичного відеопродакшну за найкраще R&B-відео у 2004 році.
«Crazy in Love» — це пісня про кохання в стилі поп, хіп-хоп і R&B, яка містить елементи соулу та фанку в стилі 1970-х. Її слова описують романтичну одержимість, яка змушує головного героя діяти нехарактерно.

## Історія створення
Станом на липень 2002 року Бейонсе вже записала кілька пісень для Dangerously in Love. Columbia Records планував випустити альбом у жовтні 2002 року, однак реліз кілька разів відкладався, щоб отримати вигоду від успіху синглу репера Неллі «Dilemma» 2002 року, в якому взяла участь колишня колега Бейонсе по Destiny's Child Келлі Роуленд. Ці затримки дозволили Бейонсе записати більше пісень для альбому.
До зустрічі з Бейонсе Річ Гаррісон визначив ритм пісні. Він взяв семпли інструментів гука з пісні 1970 року «Are You My Woman? (Tell Me So)», яку спочатку написав і скомпонував Юджин Рекорд, фронтмен чиказької групи Chi-Lites. Гаррісон був приємно здивований, коли йому зателефонувала Бейонсе. Однак наступного дня все пішло не за його планами, оскільки він запізнився і все ще страждав від похмілля. Коли Гаррісон програв семпл Бейонсе в студії, у співачки спочатку виникли сумніви щодо «звуку, насиченого фанфарами». Це виглядало надто ретро, і, за її словами, у 21 столітті ніхто не використовував такі інструменти. Тим не менш, Бейонсе прийняла семпл і дала Гаррісону дві години, щоб написати та скласти пісню, поки вона піде купувати подарунок на день народження Келлі Роуленд.
Річ Гаррісон зізнався, що йому було нелегко придумати текст до пісні за такий проміжок часу. Але через дві години він написав куплети та гук, незважаючи на те, що був з похмілля. Він також написав мінусівку, і зіграв на всіх інструментах треку. Бейонсе написала бридж, на який її надихнув погляд в дзеркало. Оскільки на ній був інший одяг, а волосся було неохайним, вона постійно повторювала: «Я виглядаю так божевільно» («I'm looking so crazy right now»). Гаррісон заспівав їй у відповідь і сказав: «Це гук». Це також надихнуло назву пісні. Після того, як Бейонсе заповнила середню вісімку, вони разом із Гаррісоном придумали фразу «О-о-о-о, знаєте» («Uh-oh, uh-oh, you know»). Запис «Crazy in Love» відбувся майже через три місяці після зустрічі Бейонсе з Річем Гаррісоном.
Jay-Z пізно взявся за роботу над піснею. Близько третьої ночі він прийшов на студію і записав реп-куплет, який закінчив за десять хвилин.

## Випуск
«Crazy in Love» вперше було випущено для цифрового завантаження через iTunes Store у Сполучених Штатах 14 травня 2003 року. Потім, 18 травня, її було надіслано на радіостанції. У Великій Британії її було випущено для цифрового завантаження через iTunes Store 20 травня 2003 року. «Crazy in Love» було випущено як максі-сингл 30 червня 2003 року в Німеччині та 7 липня 2003 року в Австралії. 30 червня пісня була випущена на CD у Великій Британії. «Crazy in Love» було випущено як цифровий EP у багатьох європейських країнах, включаючи Австрію, Бельгію, Данію, Фінляндію, Італію, Нідерланди, Норвегію та Швецію. 8 липня 2003 року цей EP також став доступний у Канаді та Ірландії.

## Комерційний успіх
«Crazy in Love» досяг комерційного успіху в Сполучених Штатах, дебютувавши під номером п'ятдесят вісім у чарті Billboard Hot 100. Хоча сингл ще не був випущений у роздрібних магазинах, але він привернув велику увагу та посів перше місце в Billboard Hot 100 лише завдяки великій ротації на радіо. Того ж тижня Dangerously in Love дебютував у Billboard 200 під номером один 12 липня 2003 року. Загалом «Crazy in Love» вісім тижнів поспіль під номером один у Hot 100, що зробило його першим синглом номер один у сольній кар’єрі Бейонсе, та її п’ятим номером один загалом, після синглів Destiny's Child «Bills, Bills, Bills» і «Say My Name» 1999 року, «Independent Women Part I» 2000 року і «Bootylicious» 2001 року. За даними Nielsen SoundScan, «Crazy in Love» була найбільш завантажуваною піснею в Сполучених Штатах протягом чотирьох тижнів поспіль у липні 2003 року. «Crazy in Love» пробула в першій десятці п’ятнадцять тижнів, двадцять шість тижнів у першій п’ятдесятці та двадцять сім тижнів у чарті загалом. У 2004 році пісня отримала золотий сертифікат від Американської асоціації компаній звукозапису. У серпні 2022 року сингл отримав шість шестиплатиновий сертифікат за продаж шести мільйонів копій у США. «Crazy in Love» став четвертим найбільшим хітом 2003 року в Сполучених Штатах. До 6 жовтня 2010 року було продано 47 000 фізичних одиниць у США. «Crazy In Love» також став першим синглом номер один у новому чарті Hot Dance Airplay, який дебютував 16 серпня 2003 року.
У Сполученому Королівстві Бейонсе стала третьою виконавицею, яка одночасно очолила UK Singles Chart і UK Albums Chart, після Мераї Кері в 1994 році та Кайлі Міноуг у 2001 році. Сингл провів три тижні під номером один у Великобританії і п'ятнадцять тижнів у першій сотні. Станом на березень 2018 рок було продано понад 1 мільйон одиниць у країні, що зробило її другою найбільш продаваною піснею в країні. «Crazy In Love» посіла перше місце в ірландському чарті синглів, де пробула вісімнадцять тижнів. В Австралії «Crazy in Love» посів друге місце в чарті синглів ARIA, а пізніше отримав одинадцятикратний платиновий сертифікат з продажами понад 770 000 еквівалентних одиниць. Він також досяг другого місця в чарті синглів Нової Зеландії. «Crazy In Love» потрапив до першої десятки по всій Європі, включаючи Австрію, бельгійські території Фландрії та Валлонії, Данію, Німеччину, Угорщину, Італію, Нідерланди, Норвегію, Швецію та Швейцарію. Пісня також стала найбільш продаваним рингтоном для мобільного телефону у Великобританії за 2003 рік.

## Критика
«Crazy In Love» був схвалений сучасними музичними критиками, які похвалили партії духових та участь Jay-Z. Багато з них назвали її літнім гімном 2003 року. Тім Сендра з AllMusic описав пісню як «приголомшливий поп-шедевр», тоді як Стівен Томас Ерлвайн назвав її «нестерпно захоплюючою». Дарріл Стердан із Jam! зазначив, що «Crazy in Love» викликає «миттєве звикання». Ентоні ДеКертіс із журналу Rolling Stone написав: ««Crazy in Love»... виривається з динаміків від потужного звуку духових і зарядженої присутності її друга Джей-Зі». MTV News вважає «Crazy in Love» «найбільш гордим моментом» Dangerously in Love. Подібним чином Еллісон Стюарт з The Washington Post назвала її найкращою піснею в альбомі, високо оцінивши її інструментування та гармонію, а також куплет Джей-Зі. Це повторила Келефа Санне з The New York Times, яка написала, що «Crazy in Love» є найкращим в альбомі завдяки своїй «простоті, чарівному поєднанню тріумфальних духових і злого хіп-хопу». Вона додала, що «вокал [Бейонсе] – спритний і точний, як завжди – не передає запаморочення, яке описують тексти». Сел Чінквемані з Slant Magazine написав, що ліричне аранжування, музична структура та вокал Jay-Z зробили пісню «Crazy in Love» чудовим інструментом для Бейонсе.
Роб Фіцпатрік з NME назвав «Crazy in Love» «генієм фанк-соулу, який змушує кивати головою [і] розгойдує тіло» і написав, що це «100-відсоткова, холодна, неперевершена класика». Він похвалив вокал Бейонсе, описавши його як «справжньо фруктовий, що стискає стегна». Письменниця Los Angeles Times Наталі Ніколс зазначила, що «сексуальні танцювальні мелодії, такі як вінтажний «Crazy in Love» із присмаком фанку» зробили Dangerously in Love чудовим альбомом. Ніл Драммінг з Entertainment Weekly написав, що пісня має «свіже звучання». Спенс Д. з IGN Music писав, що Бейонсе їде в «заразливому ритмі» з витонченістю та середьно спокусливо. Він додав: «Як [це] і можна було очікувати, трек гримить, коли Джей показує свій стиль. У той час як інші композиції в стилі реп-R&B часто провалюються, цей трек працює добре, оскільки слова Бейонсе та Джея чудово грають один з одним». Ліза Верріко з The Times написала, що Jay-Z виконав «пристойний реп», однак «Бейонсе та біт рятують ситуацію», а «Crazy in Love» — це відхід Бейонсе від Destiny's Child.

## Музичне відео
Музичне відео на «Crazy in Love» було знято Джейком Навою в центрі Лос-Анджелеса та випущене в травні 2003 року. У документальному фільмі MTV Making of the Video 2003 року Бейонсе описала концепцію відео: «[Він] відзначає еволюцію жінки. Це про дівчину, яка перебуває на етапі стосунків. Вона усвідомлює, що вона закохана, вона робить те, чого зазвичай не робила б, але її це не хвилює. Неважливо, що вона просто божевільно закохана». Відео показує Джей-Зі як пасажира автомобіля, що мчить по Мішн-роуд у Лос-Анджелесі, де він зустрічає Бейонсе, яка стоїть посеред дороги на мосту. Бейонсе виконує різні танцювальні сцени. Спочатку вона вдіта в білу майку, сині джинсові шорти та червоні туфлі на підборах. Потім вона виконує складний сольний танець на підйомі. Сцена переходить до золотого декору з імітаційною фотосесією, а потім до сцени з танцюристами, які танцюють біля стіни, одягнені в кепки та штани на повний зріст. З’являється Jay-Z і запалює смугу бензину, що веде до автомобіля, і він вибухає полум’ям. Джей-Зі читає реп перед палаючою машиною, а Бейонсе танцює поруч із ним, одягнена в екзотичну шовкову тканину поверх шуби. Потім вибивається пожежний гідрант, починає литися вода, і вона продовжує танцювати. Відео закінчується Бейонсе та її танцівницями в яскравих сукнях Versace перед великим віялом. Їхнє вбрання контрастує з нейтральними кольорами фону. У кліпі у ролі танівниці також знялася Карміт Бачар, учасниця The Pussycat Dolls.
Кліп отримав схвальні відгуки музичних критиків. Воно здобуло три нагороди на MTV Video Music Awards 2003 року в категоріях «Найкраще жіноче відео», «Найкраще R&B-відео» та «Найкраща хореографія». Однак у категорії «Вибір глядача» воно програло «Lifestyles of the Rich & Famous» Good Charlotte. У 2004 році режисер Джейк Нава також отримав нагороду Асоціації музичного відеопродакшну за найкраще R&B-відео. У тому ж році це відео здобуло нагороду за найкращу співпрацю на MTV Video Music Awards Japan 2004, де воно також було номіновано на нагороду за найкраще жіноче відео.

## Живі виконання

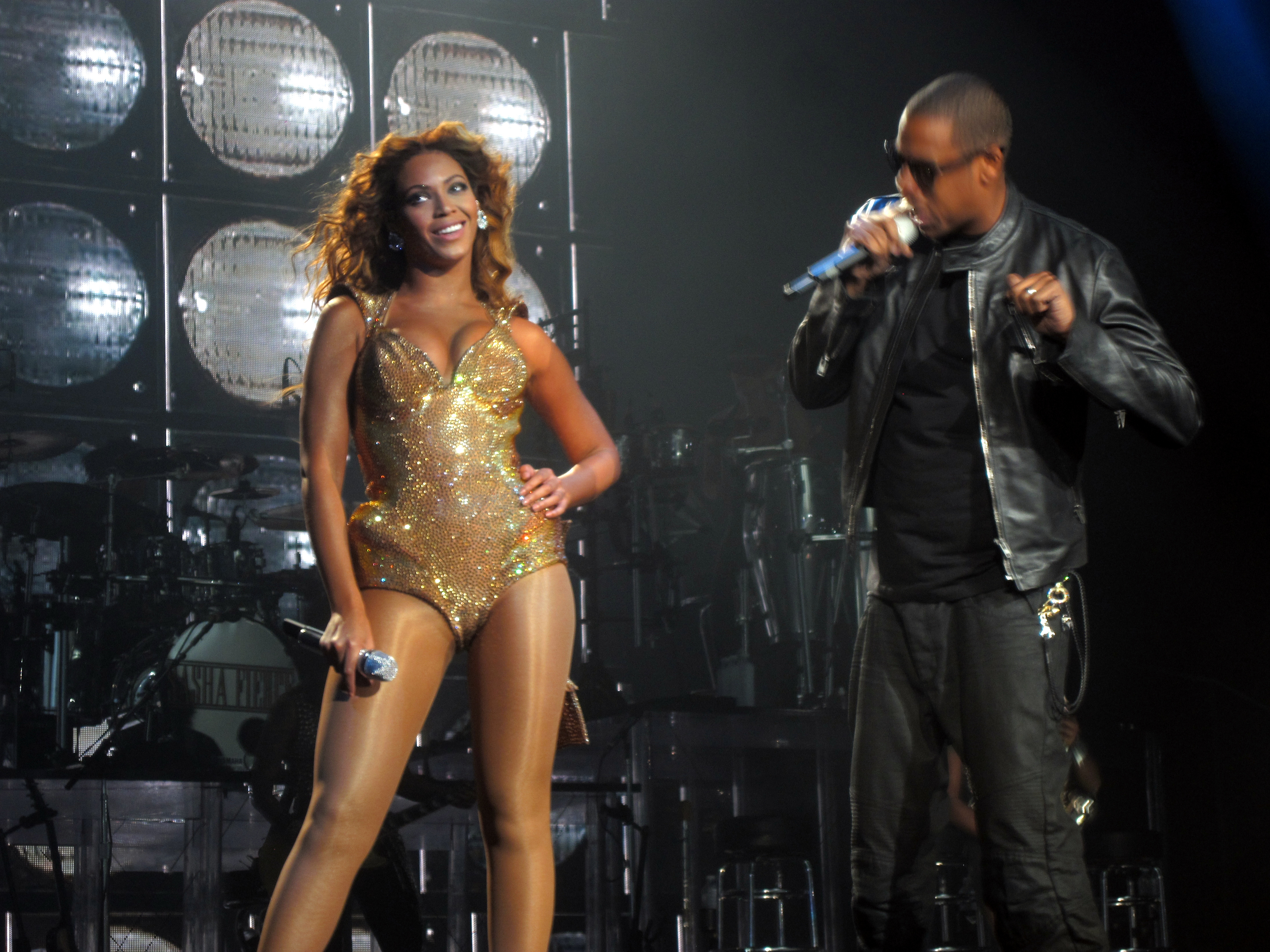
Бейонсе та Jay-Z виконують «Crazy in Love» під час її світового туру I Am... у 2009 році

Бейонсе вперше виконала «Crazy in Love» разорм з Jay-Z в ефірі Saturday Night Live. Вони також виконали пісню під час церемонії вручення нагород MTV Video Music Awards 2003 року. «Crazy in Love» була включена в сет-лист більшості концертних турів Бейонсе. Пісня була заключним треком її світового туру Dangerously in Love, який розпочався наприкінці 2003 року. Бейонсе такоє виконала пісню на 46-й щорічній церемонії вручення премії «Греммі» разом з Прінсом. 5 серпня 2007 року Бейонсе виконала пісню в Медісон-сквер-гарден в Нью-Йорку. Вона тоді вийшла у блискучій сріблястій сукні з довгим шлейфом. 
У серпні 2011 року Бейонсе виконала «Crazy in Love» під час свого ревю-шоу 4 Intimate Nights with Beyoncé. Вона виконала уповільнену, більш джазову версію пісні та танцювала як в музичному відео. Вона також виконала пісню на шоу Super Bowl XLVII 3 лютого 2013 року. У липні 2013 року Бейонсе посіла 33 місце в списку 50 найкращих живих музикантів за версією журналу Rolling Stone. Автори журналу відзначили, що виконання пісні «Crazy in Love» було яскравим моментом під час її концертів, бо співачка «вміло трусила попою».

## Нагороди та спадщина
Журнал Entertainment Weekly поставив «Crazy in Love» на сорок сьоме місце у своєму списку 100 найкращих літніх пісень. Багато видань також назвали її найкращою піснею 2003 року. У 2009 році пісня була включена до третьої позиції у списку 50 найкращих пісень 2000-х років за версією Rolling Stone, а також як сто вісімнадцята найкраща пісня всіх часів у списку 500 найкращих пісень усіх часів 2010 року, а також під номером два у списку «Сингли року» та під номером три в їхньому списку Список 100 найкращих пісень 2000-х. У 2018 році пісня очолила список «100 найкращих пісень століття» журналу Rolling Stone. У 2021 році Rolling Stone поставив «Crazy in Love» на 16 місце у своєму списку 500 найкращих пісень усіх часів.
У вересні 2011 року VH1 поставив «Crazy in Love» на перше місце у своєму списку «100 найкращих пісень 2000-х років». У 2012 році пісня посіла двадцять друге місце в списку «50 найкращих пісень про кохання всіх часів» журналу Billboard. 5 липня 2013 року журнал NME назвав «Crazy in Love» «найкращою поп-піснею століття». Q поставив пісню на п'ятдесят дев'яту позицію у своєму списку «1001 найкращих піснень всіх часів».
У 2004 році «Crazy in Love» був номінований на три премії «Греммі» в категоріях «Найкраща R&B-пісня» і «Найкраща співпраця в стилі реп/спів», яку він виграв, і «Запис року», яку він не виграв.
Сингл отримав нагороду VIBE Awards від журналу Vibe за найкрутішою співпрацею у 2003 році. У Європі «Crazy in Love» отримала нагороду за «найкращу пісню» на MTV Europe Music Awards 2003 року. «Crazy in Love» отримав нагороди за найкращий ритм-енд-блюз/міський трек і найкращий поп-танцювальний трек на 22-й щорічній міжнародній танцювальній музичній премії у 2003 році. Він також виграв нагороду за найкращу співпрацю на BET Awards, де також отримав номінацію в категорії «Вибір глядачів» у 2004 році. «Crazy in Love» була номінована на 36-й церемонії вручення нагород NAACP Image Awards на нагороду «Видатна пісня» та «Улюблена пісня» на церемонії нагородження Kids' Choice Awards 2004 року.

## Ремікси
Було випущено кілька реміксів на «Crazy in Love»: Rockwilder Remix, Maurice Joshua's Nu Soul Remix та Juniors World Remix. Ці версії з'явилися на релізах синглів «Crazy in Love» під альтернативною назвою «Krazy in Luv». Ремікс Rockwilder уповільнює ритм і робить пісню глибшою та веселішою завдяки нарізці семплів валторни та блискучим текстурам синтезатора із семплів «Don't Stop the Music» Yarbrough and Peoples. Ремікс Nu Soul прискорює ритм, переходячи від хіп-хопу до хаус-звучання. Версія пісні, включена до азіатського спеціального випуску Dangerously in Love, містить реп на мандаринською мовою у виконанні американсько-тайванського співака Vanness Wu замість Jay-Z.
Бейонсе перезаписала «Crazy in Love» для фільму «П'ятдесят відтінків сірого» (2015) і використана для його трейлера. 10 лютого 2015 року трек був офіційно випущений через iTunes Store. На обкладинці використовується те саме зображення, що використовувалося в оригінальному синглі, але чорно-біле. Нова версія вперше була виконана під час 2015 Budweiser Made in America Festival 5 вересня 2015 року, і була включена до сет-листу The Formation World Tour 2016 року.

## Список композицій
- Crazy in Love - цифрове завантаження

1. «Crazy in Love» (за участю Jay-Z) — 3:56

- Krazy in Luv EP і британський CD-сингл[16][23][99]

1. «Crazy in Love» (за участю Jay-Z) — 3:56
2. «Krazy In Luv» (Adam 12 So Crazy Remix) (за участю Jay-Z) — 4:29
3. «Krazy In Luv» (Rockwilder Remix)(за участю Jay-Z)  — 4:12

- Європейський CD-сингл[100][101]

1. «Crazy in Love» (за участю Jay-Z) — 3:56
2. «Crazy in Love» (без репу) — 3:43

- Німецький EP[102]

1. «Crazy in Love» (за участю Jay-Z) — 3:56
2. «Summertime» (за участю P. Diddy) — 3:54
3. «Krazy In Luv» (Maurice's Nu Soul Remix) (за участю Jay-Z) — 6:29

- Німецький і австралійський максі-сингл[42][12]

1. «Crazy in Love» (Single version) (за участю Jay-Z) — 4:10
2. «Summertime» (за участю P. Diddy) — 3:54
3. «Krazy In Luv» (Maurice's Nu Soul Remix) (за участю Jay-Z) — 6:29.
4. «Krazy In Luv» (Rockwilder Remix) (за участю Jay-Z) — 4:12
5. «Crazy in Love» (Music video) (за участю Jay-Z) — 3:56

## Чарти
| Чарт (2003)                                                           | Пікова позиція |
| --------------------------------------------------------------------- | -------------- |
| Австралія (ARIA)                                                      | 2              |
| Австралія (ARIA) Urban Singles                                        | 2              |
| Австрія (Ö3 Austria Top 75)                                           | 6              |
| Бельгія (Ultratop Flanders)                                           | 5              |
| Бельгія (Ultratop Wallonia)                                           | 10             |
| Канада (Nielsen SoundScan)                                            | 2              |
| Хорватія (HRT)                                                        | 1              |
| Данія (Tracklisten)                                                   | 5              |
| Європа (European Hot 100 Singles)                                     | 1              |
| Фінляндія (Suomen virallinen lista)                                   | 12             |
| Франція (SNEP)                                                        | 21             |
| Німеччина (Media Control AG)                                          | 6              |
| Греція (IFPI)                                                         | 3              |
| Угорщина (Rádiós Top 40)                                              | 2              |
| Угорщина (Dance Top 40)                                               | 2              |
| Угорщина (Single Top 40)                                              | 3              |
| Ірландія (IRMA)                                                       | 1              |
| Італія (FIMI)                                                         | 5              |
| Нідерланди (Dutch Top 40)                                             | 2              |
| Нідерланди (Mega Single Top 100)                                      | 2              |
| Нова Зеландія (RIANZ)                                                 | 2              |
| Норвегія (VG-lista)                                                   | 5              |
| Польща (Polish Airplay Top 100)                                       | 9              |
| Румунія (Romanian Top 100)                                            | 4              |
| Шотландія (Official Charts Company)                                   | 1              |
| Іспанія (PROMUSICAE)                                                  | 2              |
| Швеція (Sverigetopplistan)                                            | 4              |
| Швейцарія (Media Control AG)                                          | 3              |
| Велика Британія (UK Singles Chart)                                    | 1              |
| США (Billboard Hot 100)                                               | 1              |
| США (Adult Top 40) (Billboard)                                        | 29             |
| США (Hot Dance Club Songs) (Billboard) J. Vasquez & M. Joshua Remixes | 1              |
| 4                                                                     |                |
| США (Hot Dance Airplay) (Billboard)                                   | 1              |
| США (Hot R&B/Hip-Hop Songs) (Billboard)                               | 1              |
| США (Mainstream Top 40) (Billboard)                                   | 1              |
| США (Rhythmic) (Billboard)                                            | 1              |

| Чарт (2024)                    | Пікова позиція |
| ------------------------------ | -------------- |
| Billboard Global 200           | 195            |
| Велика Британія (UK R&B Chart) | 14             |

| Чарт (2003)                                      | Позиція |
| ------------------------------------------------ | ------- |
| Австралія (ARIA)                                 | 28      |
| Australian Urban (ARIA)                          | 14      |
| Австрія (Ö3 Austria)                             | 50      |
| Бельгія (Ultratop 50 Flanders)                   | 20      |
| Бельгія (Ultratop 50 Wallonia)                   | 40      |
| Бразилія (Crowley)                               | 39      |
| Європа (European Hot 100 Singles)                | 14      |
| Франція (SNEP)                                   | 86      |
| Німеччина (Official German Charts)               | 37      |
| Ірландія (IRMA)                                  | 12      |
| Італія (FIMI)                                    | 22      |
| Нідерланди (Dutch Top 40)                        | 15      |
| Нідерланди (Single Top 100)                      | 28      |
| Нова Зеландія (Recorded Music NZ)                | 24      |
| Румунія (Romanian Top 100)                       | 39      |
| Швеція (Sverigetopplistan)                       | 33      |
| Швейцарія (Schweizer Hitparade)                  | 11      |
| Велика Британія UK Singles (OCC)                 | 15      |
| Велика Британія UK Urban (Music Week)            | 3       |
| США Billboard Hot 100                            | 4       |
| США Dance Club Play (Billboard)                  | 38      |
| США Hot R&B/Hip-Hop Singles & Tracks (Billboard) | 14      |
| США Mainstream Top 40 (Billboard)                | 11      |
| США Rhythmic Top 40 (Billboard)                  | 11      |
| США Top 40 Tracks (Billboard)                    | 9       |

| Чарт (2000–2009)      | Позиція |
| --------------------- | ------- |
| США Billboard Hot 100 | 40      |

## Сертифікації
| Регіон | Сертифікація   | Продажі   |
| --- | -------------- | --------- |
| Австралія (ARIA) | 11× Платиновий | 770 000   |
| Бельгія (BEA) | Золотий        | 10 000    |
| Канада (Music Canada) | 5× Платиновий  | 400 000   |
| Данія (IFPI Denmark) | 2× Платиновий  | 180 000   |
| Італія (FIMI) | 2× Платиновий  | 200 000   |
| Нова Зеландія (RIANZ) | 5× Платиновий  | 150 000   |
| Норвегія (IFPI Norway) | Золотий        | 5000*     |
| Португалія (AFP) | Платиновий     | 40 000    |
| Іспанія (PROMUSICAE) | 2× Платиновий  | 120 000   |
| Велика Британія (BPI) | 4× Платиновий  | 2 400 000 |
| США (RIAA) | 8× Платиновий  | 8 000 000 |
| Рингтон |                |           |
| Японія (RIAJ) Full-length ringtone | Золотий        | 100 000*  |
| Японія (RIAJ) Ringtone | 2× Платиновий  | 500 000*  |
| США (RIAA) Mastertone | Золотий        | 500 000*  |
| Потокове передавання |                |           |
| Греція (IFPI Greece) | Платиновий     | 2 000 000 |
| *продажі, що базуються лише на сертифікаціях · продажі+прослуховування, що базуються лише на сертифікаціях · лише прослуховування, що базуються лише на сертифікаціях |                |           |